# Taractrocera ilia
Taractrocera ilia là một loài bướm ngày thuộc họ Hesperiidae. Nó được tìm thấy ở Irian Jaya, Bắc Úc (Darwin và Melville Island) và Papua New Guinea (Morobe, Madang, East Sepik và Western Highlands).
Sải cánh dài khoảng 20 mm.

## Phụ loài
- Taractrocera ilia ilia Waterhouse, 1932 (Northern Territory)
- Taractrocera ilia beta Evans, 1934 (Papua New Guinea)